# Traci Lords
Traci Lords (született Nora Louise Kuzma) (Steubenville, Ohio, 1968. május 7.–) amerikai színésznő, producer, rendező, író és énekesnő. Először pornófilmekben és a Penthouse magazinban tűnt fel, majd később sikeres televíziós és B-kategóriás filmszínésznő lett.

## Gyermekkora
Nora Louise Kuzma az Ohio állambeli Steubenville-ben született. Szülei az ukrajnai zsidó felmenőkkel rendelkező Louis Kuzma és az ír származású Patricia Briceland. Művésznevéről azt mondják, hogy így tisztelgett Katharine Hepburn előtt, aki a „Philadelphiai történet” című filmben Tracy Lordot alakította (ugyanezt a szerepet játszotta Grace Kelly a „Felső tízezer” című filmben). Mások szerint a művésznév Nora egyik legjobb gimnáziumi barátnőjének keresztnevéből (Traci), a kedvenc színészének vezetéknevéből (Jack Lord) állt össze.
Norát tízéves korában megerőszakolták. Tizenkét éves korában anyjával és három nővérével elmenekült alkoholista apjától a kaliforniai Lawndale-be. Anyjának új barátja, Roger, drogdíler volt, aki molesztálta őt is. 1983-ban a Redondo Union középiskolába kezdett járni.

## Pornós karrierje
15 éves korában az anyjának exbarátjával, Rogerrel élt. A férfi Nora mostohaapjaként tüntette fel magát, de segített Norának válaszolni olyan apróhirdetésekre, amelyekben fotómodelleket kerestek. Nora hamis személyi igazolványt használt, amelyben 20 éves életkor szerepelt, amit – ha kellett – Roger is tanúsított. Nora, aki ekkor valójában csak 15 éves volt, így belevághatott a pornóiparba Kristie Elizabeth Nussman álnév alatt, Jim South-szal a World Modeling Agency-nél, Sherman Oaks-ban.
Röviddel ezután széles körben elterjedt szexmagazinokban modellkedett, mindenekelőtt a Penthouse-ban. Szerepelt ennek 1984 szeptemberi kiadásában, ugyanabban, ahol feltűnt Miss America 1984 (Vanessa Williams) is. Gyorsan belevágott a pornófilmezésbe is. Első filmje a „What Gets Me Hot!” (Ami lázba hoz!), ezt követte a „Those Young Girls” (Azok a fiatal lányok) és a „Talk Dirty To Me Part III” (Beszélj velem mocskosul 3. rész), mindegyik 1984 első felében készült.
Mire 18 éves lett, már 100 pornófilmben szerepelt, noha önéletrajzában később azt állította, hogy e filmek közül 80-at maradék felvételekből állítottak össze, és eredeti filmjeiből 21-et felújítottak, kibővítettek.
1986 májusában kiderült, hogy a filmforgatások alatt még kiskorú volt. Ügynökségének, és az X-Citement Video cégnek tagjaival együtt őt magát is letartóztatták.

## Színésznői pályája
A gyermekpornográfia vádjával 1986-ban indított, nagy port felvert büntetőeljárásban, amelyet kongresszusi bizottsági vizsgálat is kísért, Traci azt vallotta, hogy őt a pornográf felvételekben való részvételre kábítószeres befolyásoltság alatt késztették. (Szereplőtársai, így Ron Jeremy, Ginger Lynn és mások ezzel ellentétes tanúvallomásokat tettek). Végül Tracit magát nem marasztalták el, de a pornótermékek készítőit és forgalmazóit súlyos pénzbírságokra ítélték, és arra kötelezték, hogy a Traci kiskorúsága idején készült filmeket és magazinokat vonják ki a forgalomból, illetve új kiadásokat csak Traci jelenetei nélkül adhatnak ki. Az Egyesült Államok területén Traci korai filmjei legális kereskedelemben nem kaphatók.
Az eljárás lezajlása után Traci végleg kiszállt a pornóiparból, és a normál filmgyártásban keresett megélhetést. 1993-ban A rémkoppantók című filmben tűnik fel mint postáskisasszony. 2008-ban Kevin Smith Zack és Miri pornót forgat című romantikus filmjében szerepelt.